# Museo Casa Rull
El Museo Casa Rull (en catalán: Museu Casa Rull) es un museo de etnología del Principado de Andorra, que se encuentra en la calle Mayor de Sispony (La Massana). El museo muestra una casa de familia acomodada del siglo XIX, una de las más ricas de la parroquia de la Massana.
Aunque la casa es anterior, pues data del siglo XVII, la visita se centra en la forma de vivir en Andorra entre el siglo XIX y principios del XX, tal y como lo hacía la familia Perich, donde el cultivo y la ganadería eran la base económica de la sociedad andorrana, incluso la acomodada.